# Intxaurbizkar
Intxaurbizkar es una entidad de población española del municipio de Dima, perteneciente a la provincia de Vizcaya, en la comunidad autónoma del País Vasco. En 2022, la entidad singular de población tenía empadronados nueve habitantes y el núcleo de población, cinco.